# Mes petites amoureuses
Pour plus de détails, voir Fiche technique et Distribution.
Mes petites amoureuses est un film français réalisé par Jean Eustache sorti en 1974.

## Synopsis
Daniel vit une enfance heureuse dans un petit village des environs de Bordeaux, avec sa grand-mère et ses copains. Alors qu'il doit entrer au collège, sa mère le fait venir à Narbonne auprès d'elle et de son compagnon. Il y connaît ses premiers émois amoureux.

## Fiche technique
- Titre : Mes petites amoureuses
- Réalisation et scénario : Jean Eustache
- Assistants réalisateur : Luc Béraud, Denys Granier-Deferre, Bertrand Van Effenterre
- Photographie : Néstor Almendros
- Son : Bernard Aubouy, Jean-Louis Ughetto
- Montage : Françoise Belleville
- Production : Elite Films
- Producteur : Pierre Cottrell
- Pays d’origine :  France
- Langue : français
- Genre : drame
- Durée : 123 minutes (2 h 3)
- Date de sortie : 1974

## Distribution
- Martin Loeb : Daniel
- Jacqueline Dufranne : la grand-mère de Daniel
- Ingrid Caven : la mère de Daniel
- Dionys Mascolo : José Ramos
- Henri Martinez : Henri Ramos, frère de José et patron de l'atelier
- Jean-Noël Picq : un ami d'Henri
- Maurice Pialat : l'ami d'Henri qui fait réciter son alphabet à Daniel
- Pierre Edelman : Louis, le dragueur élégant du bistrot
- Caroline Loeb : la passante que Louis ramène à la terrasse du bistrot
- Marie-Paule Fernandez : Françoise
- Jean Eustache : l'homme sur le banc regardant deux amoureux s'embrasser

## Tournage
Les scènes qui se passent à Pessac ont été tournées à Varzy dans la Nièvre. Entre le tournage du film en 1974 et l'enfance du cinéaste, Pessac avait en effet trop changé au goût d'Eustache en étant devenue une banlieue de Bordeaux.
De même, c'est la gare de Carcassonne qui figure la gare de Narbonne.
La gare où Daniel prend le train pour Narbonne est celle des Bénédictins à Limoges.

## À noter
- Le titre est tiré du poème éponyme[4] d'Arthur Rimbaud[5].
- Pour le rôle de la grand-mère, Jean Eustache avait d'abord pensé à Jeanne Moreau[6].
- Daniel va voir au cinéma le film d'Albert Lewin Pandora (1951), comprenant plusieurs scènes avec Ava Gardner[5].

### Documentaire
- 2008 : Le Temps des amoureuses de Henri-Francois Imbert dans lequel il part à la rencontre de plusieurs seconds rôles du film d'Eustache.